# Brigade antigang (film)
Pour les articles homonymes, voir Brigade antigang.
Série Nico Giraldi
Brigade antimafia
(1978) Meurtre sur le Tibre
(1979)
Pour plus de détails, voir Fiche technique et Distribution.
Brigade antigang (Squadra antigangsters) est un poliziottesco humoristique italien réalisé par Bruno Corbucci et sorti en 1978,. C'est le cinquième film mettant en scène l'inspecteur Nico Giraldi joué par Tomas Milian.

## Synopsis
Le maréchal Nico Giraldi part à New York pour rendre visite à son ami Salvatore Esposito qui ne s’en va pas si bien. En fait, non seulement il a ouvert un restaurant dans le quartier de Little Italy sans la licence nécessaire, mais il est régulièrement trompé par sa femme et s’est également endetté avec une bande d’usure impitoyable. Salvatore demande l’aide de Nico pour trouver l’argent pour payer les dettes, alors il va les demander à Maria Sole Giarra, fille de Don Girolamo, qui est mort entre-temps. Maria Sole est fiancée à Don Vito Sartieri, un patron de la mafia qui veut escroquer les capitales des familles mafieuses de New York, qui sont remis à un autre patron, Don Gitto Cardone, pour être recyclés. Nico est conduit par Maria Sole à son appartement parce qu’elle veut le séduire, et Nico, tout juste appris que Maria Sole ne peut pas l’aider parce que les biens de la famille sont bloqués jusqu’à son mariage, doit se cacher pour l’arrivée de Don Vito, qui confie à l’avocat de la famille son plan pour tuer Don Gitto.
Nico, après avoir échappé à Maria Sole, persuade Salvatore de se faire passer pour les deux tueurs à gages et d’empocher la récompense de cent mille dollars. Ils sont arrivés au magasin chinois et essent la moitié de la somme et un billet, où il est écrit qu’ils doivent rencontrer un intermédiaire à Miami qui donnera le reste de l’argent. Pendant ce temps, Don Vito apprend que les vrais tueurs à gages avaient été précédés, et téléphone à Miami pour ordonner à son homme de tuer celui qui viendra réclamer le reste de la somme. Nico est découvert et parvient à s’échapper, mais maintenant lui et Salvatore sont recherchés par les hommes de Don Vito. Nico rend visite à l’homme de ce que Salvatore ne sait pas, c’est que l’ami maréchal est un agentd’Interpol envoyé d’Italie et que la poursuite dans les marais des Everglades se termine par la collaboration de Fiona et la capture des deux chefs mafieux. En tant que prix, les protagonistes sont acquittés de toute inculpation et pris en force à la police de New York

## Fiche technique
Sauf indication contraire, les informations mentionnées dans cette section peuvent être confirmées par la base de données cinématographiques IMDb,  présente dans la section « Liens externes ».
- Titre original : Squadra antigangsters[3],[4]
- Titre français : Brigade antigang ou Brigade antigangsters[5]
- Réalisateur : Bruno Corbucci
- Scénario : Mario Amendola, Bruno Corbucci
- Photographie : Marcello Masciocchi
- Montage : Daniele Alabiso (it)
- Décors : Claudio Cinini (it)
- Costumes : Alessandra Cardini (it)
- Musique : Goblin
- Producteurs : Galliano Juso (it)
- Société de production : Cinemaster, Titanus
- Pays de production :  Italie
- Langue de tournage : italien
- Format : Couleur (Telecolor) - 1,85:1 - Son mono - 35 mm
- Durée : 90 minutes (1h30)[4]
- Genre : Poliziottesco, comédie policière
- Dates de sortie :
  - Italie : 1er mars 1979
  - Allemagne de l'Ouest : 20 mars 1981
  - France : 1982[5]

## Distribution
- Tomas Milian : Nico Giraldi
- Enzo Cannavale : Salvatore Esposito
- Asha Puthli : Fiona Strike
- Tomás Milián fils : Antonio
- Ombretta de Carlo : Amelia, le cousin de Salvatore Esposito
- Margherita Fumero : Maria Sole Giarra
- Gianni Musy : don Gitto Cardone
- Leo Gavero : don Vito Sartieri
- Andrea Aureli : don Mimì
- Paco Fabrini : Petit Jimmy
- Giovanni Bonadonna : Eusebio Navarro
- Bruno Corbucci: L'homme ivre au club de Miami
- Salvatore Baccaro : L'agent de recouvrement
- Mario Donatone : Un gangster
- Irwin Keyes : Un gangster
- Kim Chan (en) : Chan Chu Kai
- Franco Ukmar : Turi Milazzo